# Bletchley and Fenny Stratford
Bletchley and Fenny Stratford est une paroisse civile du Buckinghamshire, en Angleterre.